# Saileriolidae
Famille
Synonymes
- sous-famille Saileriolinae China & Slater, 1956 (préféré par BioLib)[1]

Les Saileriolidae forment une famille d'insectes du sous-ordre des hétéroptères (punaises), de la superfamille des Pentatomoidea, qui compte deux à trois genres, et trois à quatre espèces. Elle a originellement été considérée comme une sous-famille des Urostylididae, les Saileriolinae.

## Description
Punaises de petite taille (inférieure à 5 mm), à la tête fortement protubérante et conique, aux yeux très proches de la base, aux larges tubercules antennifères visibles en vue dorsale, placés souvent à la hauteur du milieu des yeux ou légèrement au-dessus, avec des ocelles très proches l'une de l'autre. Les antennes ont 5 articles, le 3e beaucoup plus court que les autres et le premier dépassant l'apex de la tête. Les jugas, comme ceux des Urostylididae, ressemblent à ceux des Lygaeoidea, alors qu'ils sont plus développés chez les autres Pentatomoidea. Chez Bannacoris, un « cou » sépare les yeux du pronotum, comme chez les Urostylididae, mais au contraire de tous les autres Pentatomoidea. Le scutellum est enflé dans sa zone antérieure centrale. Contrairement aux Urostylididae, les hémélytres ne présentent pas de commissure clavale (zone où les hémélytres se touchent au niveau du clavus, leur partie interne). La corie (partie coriacée de l'hémélytre), translucide, dépasse largement l'apex de l'abdomen. La glande odorante métathoracique n'a pas de zone évaporatoire. L'abdomen, dont le segment 2 est visible, présente des trichobothries aux segments ventraux 5 à 7, mais pas aux segments 3 et 4. Les pattes n'ont pas d'épines. Alors que chez presque tous les Pentatomoidea ont les hanches des trois paires de pattes équidistantes les unes des autres latéralement, chez les Saileriolidae (et les Urostylididae), les hanches médianes et postérieures sont plus éloignées. Les tarses ont trois articles, le deuxième plus court que les autres. Les organes génitaux des mâles ont des traits uniques parmi les Pentatomoidea. La distinction d'avec les Urostylididae se fonde également sur le fait que les femelles des Saileriolidae ont le sternite 7 avec une fente longitudinale,.

## Répartition
Ce petit groupe de punaises a une répartition limitée au Sud-Est de l'Asie tropicale, dans l'écozone indomalaise : Bornéo et le Vietnam respectivement pour les deux espèces de Saileriola, la Thaïlande pour l'unique espèce de Ruckesona,. Si on lui associe le genre Bannacoris, avec également une seule espèce, trouvée au Yunnan (Sud de la Chine), il s'étend également à l'écozone paléarctique.

## Biologie
On ne connaît presque rien de la biologie de ces espèces rarement collectées. Une note dans une collection mentionne que Ruckesona vitrella a été trouvée sur "palmier au bord de l'eau". Comme des juvéniles et des adultes ont été trouvés au même endroit, on peut penser que ce palmier soit la plante-hôte. Des chloroplastes ont été trouvés dans leurs intestins, ce qui suggère que ces punaises ne consomment pas uniquement de la sève mais aussi du tissu végétal des feuilles ou des tiges.

## Systématique
Ce regroupement, établi par China et Slater en 1956, est alors considéré comme une sous-famille des Urostylididae, les Saileriolinae, une conception que certains auteurs conservent encore. L'analyse de Grazia et al. de 2008 sur la phylogénie des Pentatomoidea l'établit comme une famille à part entière, niveau taxonomique confirmé par Yao et al (2013). Le statut de ce taxon devra sans doute encore être confirmé.
Il contient deux à trois genres selon les auteurs, Saileriola (deux espèces), Ruckesona (une espèce), ainsi que, pour certains, Bannacoris (une espèce), que d'autres laissent dans les Urostylididae.

### Position phylogénétique
Selon cette analyse de Grazia et al. (2008), Urostylididae et Saileriolidae seraient les deux groupes basaux des Pentatomoidea, avec les Saileriolidae comme groupe-frère de tous les Pentatomoidea sauf les Urostylididae.
- Pentatomoidea
  - Urostylididae
  - 
    - Saileriolidae
    - Autres Pentatomoidea

### Liste des genres
Selon BioLib (7 juillet 2022) :
- genre Bannacoris Hsiao, 1964
- genre Ruckesona Schaefer & Ashlock, 1970
- genre Saileriola China & Slater, 1956